# 하멜른의 피리 부는 사나이

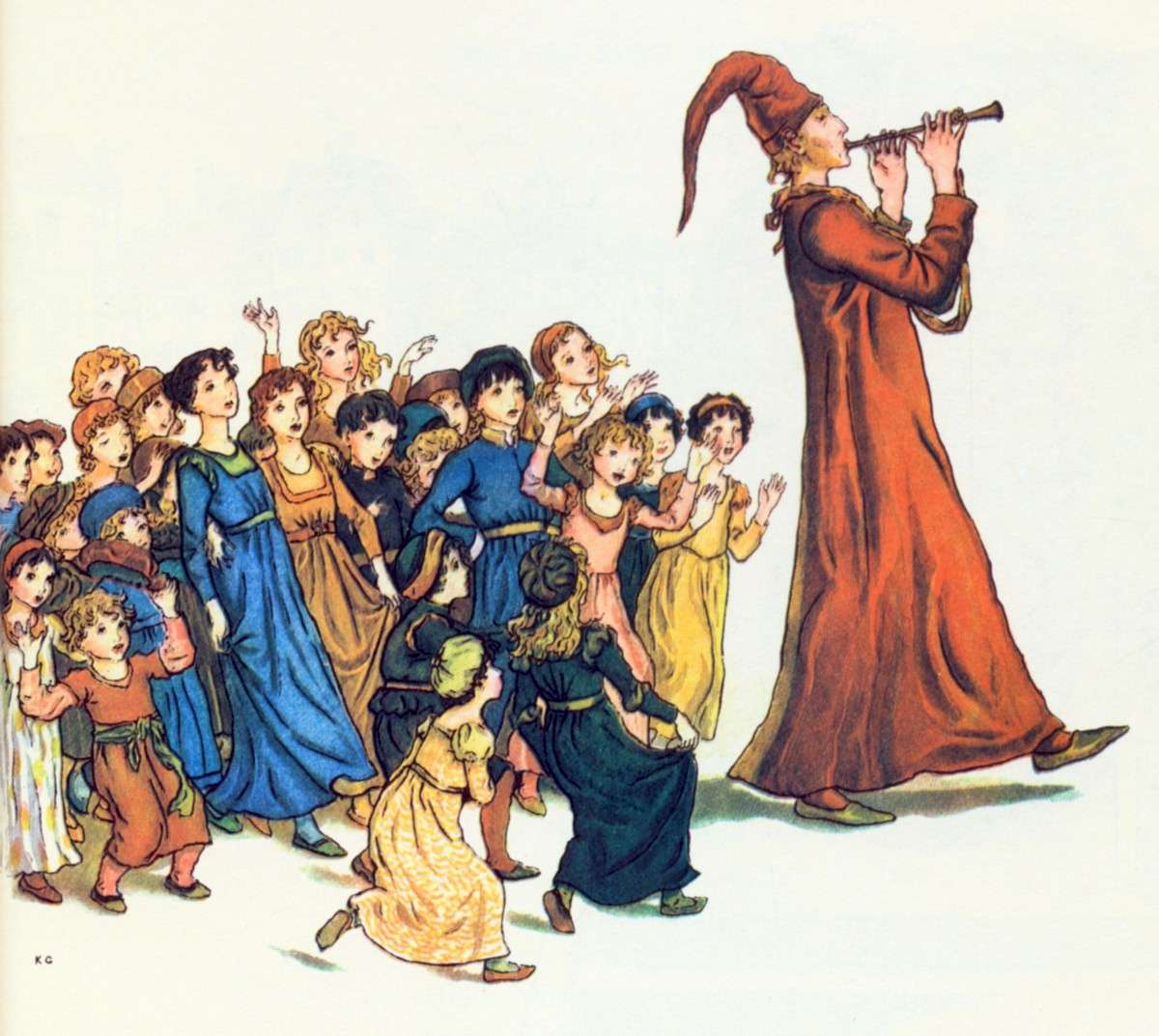
하멜른의 피리 부는 사나이가 어린이들과 함께 행진하는 모습을 묘사한 삽화

하멜른의 피리 부는 사나이 또는 하멜른의 쥐잡이(독일어: Rattenfänger von Hameln 라텐펭거 폰 하멜른[*], 영어: Pied Piper of Hamelin)는 독일의 민간전승으로 그림 형제를 비롯한 여러 작가에 의해 기록된 것이다. 이 전승은 대략 1284년 6월 26일에 발생한 것으로 추정되는 독일의 도시 하멜른의 재앙에 대해 전하고 있다.

## 줄거리
독일 하멜른은 평화로운 마을이었다. 그러나 하멜른에 쥐가 나타나기 시작했다. 쥐는 마을 사람들에게 매우 큰 피해를 입혔다. 어느 날, 피리 부는 사나이가 마을에 나타나 천 냥이라는 큰돈을 요구하며 자신이 쥐를 잡겠다고 나선다. 그는 거리로 나가 피리를 연주했는데, 그는 베저강으로 쥐들을 유인해 쥐떼들은 결국 물에 빠져 죽고 만다. 그러나 마을 사람들은 사나이에게 쥐가 강물에 빠져 죽은 거지 피리 소리를 듣고 죽은 게 아니지 않냐며 천 냥을 주지 않는다. 잠시 후, 사나이는 거리로 나가 다시 피리를 연주했다. 이번에는 피리 소리에 마을에 사는 아이들이 따라 나왔다. 사나이와 아이들은 점점 더 언덕 쪽으로 갔다. 피리 부는 사나이와 아이들은 언덕으로 들어갔고, 마지막 아이까지 들어가자 언덕의 문은닫히고 만다. 그 뒤로 사람들은 다시 아이들을 데리고 돌아오면 천 냥을 주겠다고 했지만, 결국 사나이와 아이들은 끝내 돌아오지 않았다.

## <하멜른의 피리 부는 사나이>와 관련된 실화
하멜른의 피리 부는 사나이는 허구가 아닌 실화를 바탕으로 한 동화라고 한다. '6월 26일 하멜른 시내에서 130명의 어린이들이 갑자기 사라졌다'라는 문구가 하멜른의 공문서에 적혀 있었던 것이다.

## 같이 보기
- 햄린 대학교